# Heidkopf (Olsberg)

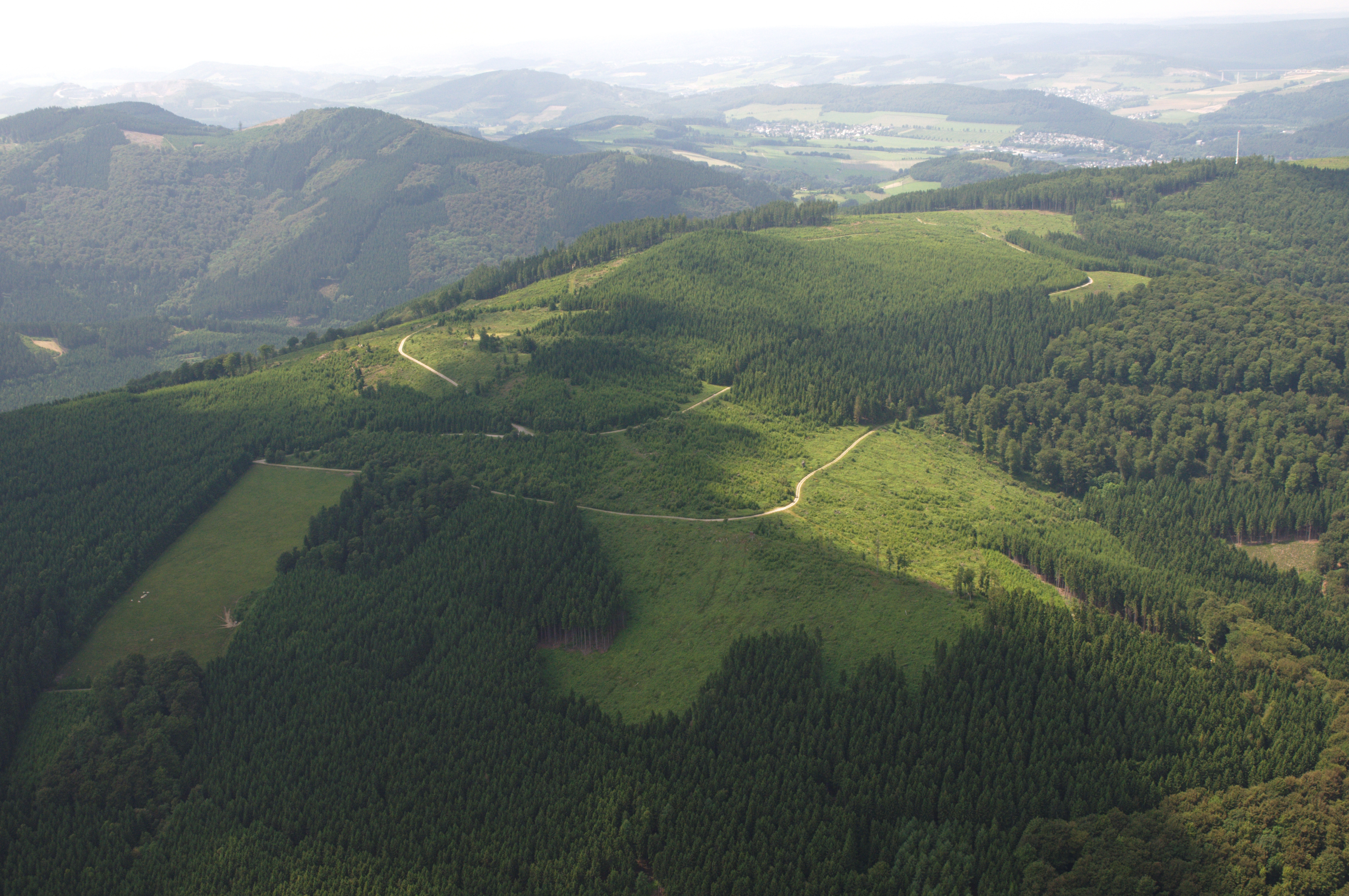
Luftbild: Gipfel von Heidkopf (mittig) und Olsberg, mit Sender Olsberg (rechts) und den Nachbargipfeln Schmalenberg und Ohlenkopf (links)

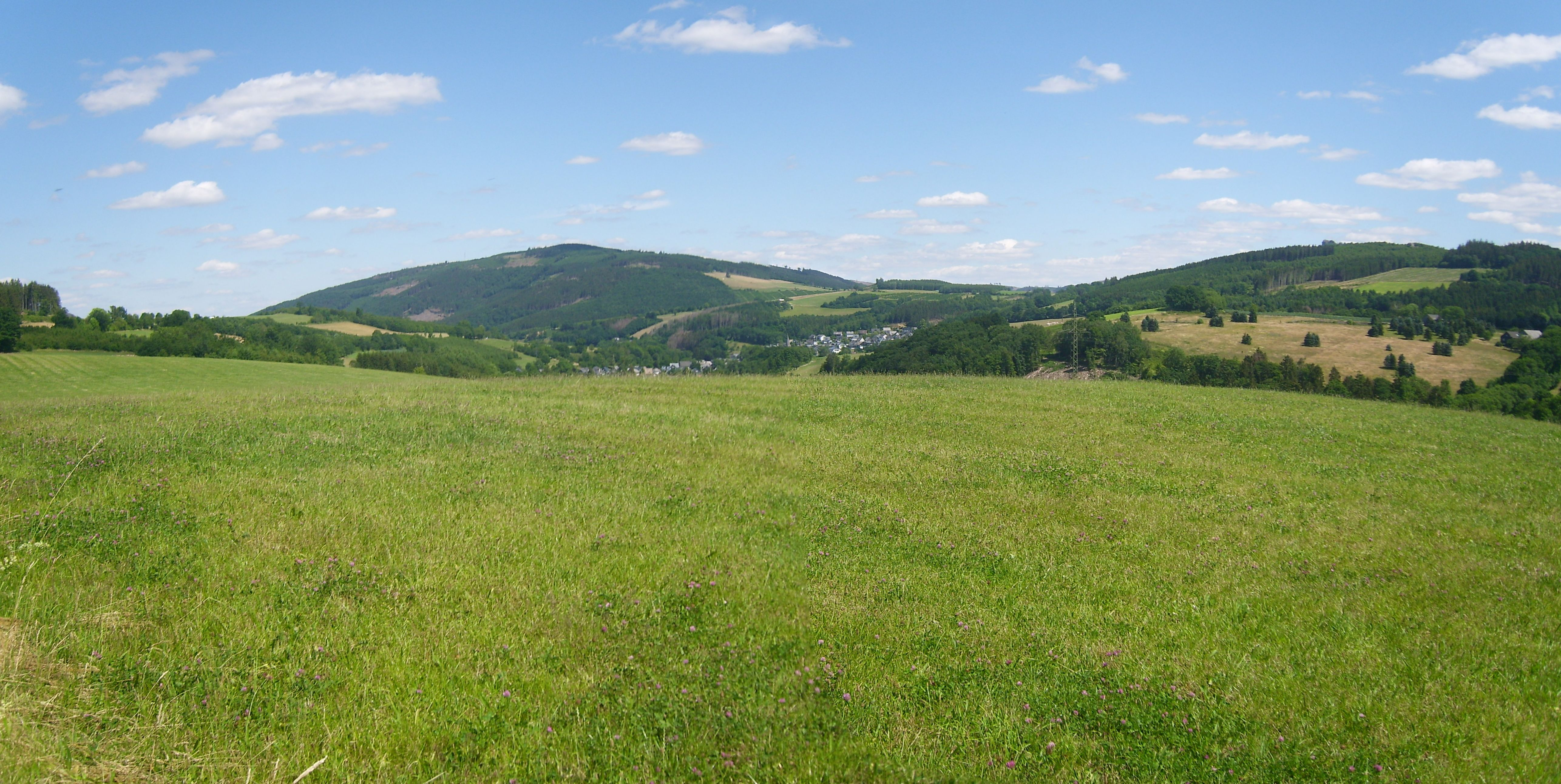
Der Heidkopf von Wiemeringhausen im SSW aus

Der Heidkopf ist ein 715,4 m ü. NHN hoher Berg im Rothaargebirge. Er liegt nahe Bruchhausen im nordrhein-westfälischen Hochsauerlandkreis.

## Geographie

### Lage
Der Heidkopf erhebt sich in den Nordausläufern des Rothaargebirges. Sein Gipfel liegt 3 km südsüdöstlich der Kernstadt von Olsberg mit dessen östlicher Ortslage Gierskopp, 2,7 km westsüdwestlich von Elleringhausen, 2 km nordwestlich von Bruchhausen, 2,7 km nördlich von Assinghausen und 2,4 km (je Luftlinie) nordöstlich von Wulmeringhausen; sie alle sind Olsberger Stadtteile. Er gehört zu einem in Nord-Süd-Richtung verlaufenden Höhenzug, mit dem Heidkopf im Süden und dem Olsberg im Norden, der die Ruhr von ihrem östlich verlaufenden Zufluss Gierskoppbach trennt. Südlich des Bergs entspringt der Ruhr-Zufluss Assmecke.
Benachbarte Berge und Erhebungen sind – mit Höhe in Meter (m) über Normalhöhennull (NHN): Olsberg (703,8 m) im Norden, Ruthenberg (543 m) im Nordosten, Ginsterkopf (663,3 m) im Ostnordosten, Istenberg (728 m mit Bruchhauser Steinen 756 m) im Südosten, Iberg (596,3 m) im Südsüdosten, Haven (455 m) im Südwesten und Wiedegge (732,3 m) mit ihren Ausläufern Ohlenkopf (Ohlenberg; 729,2 m) und Schmalenberg (714,2 m) im Westsüdwesten.

### Naturräumliche Zuordnung
Der Heidkopf gehört in der naturräumlichen Haupteinheitengruppe Süderbergland (Nr. 33), in der Haupteinheit Rothaargebirge (mit Hochsauerland) (333) und in der Untereinheit Hochsauerländer Schluchtgebirge (333.8) zum Naturraum Ramsbecker Rücken und Schluchten (333.81). Die Landschaft fällt nach Süden und Osten in den Naturraum Bödefelder Mulde (333.80) ab. Nach Nordwesten leitet sie vorbei am Olsberg in die zur Haupteinheit Sauerländer Senken (335) zählende Untereinheit Oberruhrgesenke (335.0) über.

### Berghöhe und Bewaldung
Auf topographischen Karten ist nahe dem Heidkopfgipfel (715,3 m) ein trigonometrischer Punkt auf 715,1 m Höhe verzeichnet. Der Berg ist abgesehen von Windwurfflächen seiner Hochlagen überwiegend stark bewaldet.

## Schutzgebiete
Auf den Nordost- und Südwestflanken des Heidkopfs liegen Teile des Naturschutzgebiets Hangwälder des Olsberges (CDDA-Nr. 329413, 2001 ausgewiesen, 1,68 km² groß). Auf dem Berg befinden sich Teile des Landschaftsschutzgebiets Olsberg (CDDA-Nr. 345105; 2004; 79,52 km²) und auf seiner Südflanke solche des LSG Kultur- und Offenlandschaftskomplex Bruchhausen (CDDA-Nr. 345044; 2004; 1,82 km²).